# Die Spinne (1913)
Die Spinne ist ein deutsches Stummfilmmelodram aus dem Jahr 1913.

## Handlung
Mimi Carcasse – allein der Name klingt nicht nur nach fremdländischer Versuchung, diese Frau ist die Verderbtheit und erotische Sünde pur! Mimi, die titelgebende „Spinne“ in dieser Geschichte, steht der Sinn danach, Männer zu verführen, sie ihr hörig zu machen, um sie dann in der Gosse enden zu lassen. Als neues „Opfer“ hat sie denn braven Ernst Hübner ausgespäht, der sich aber anfänglich noch mit Händen und Füßen all ihrer Verlockungen zu erwehren weiß. Als er Mimi zurückstößt, ist in ihr lediglich das Feuer der Rache und der eiserne Wille erweckt, diesen sich wehrenden Mann endgültig zu „erobern“, ihn ihr untertan zu machen. Aus verletzter Eitelkeit wirfte die „Spinne“ ihr Netz über den kreuzbraven Deutschen, der sich zunächst so gar nicht ihren Verführungskünsten hingeben möchte. Hübner, der eine andere liebt, die treubrave Marta Brinken, wird durch ein Netz von Intrigen, das die „Spinne“ über ihn wirft, allmählich mürbe gemacht und beginnt zu zweifeln.
Bald erliegt er den von Boshaftigkeit getriebenen Einflüsterungen Mimis, glaubt dem Verdacht, den sie in ihm bezüglich Martas angeblich fraglicher Treue erweckt und der ihn gegen die Frau seines Herzens aufbringen lassen soll. Hübner verlässt schließlich seine Braut Marta, doch das ist Mimi nicht genug. Sie will diesen Mann jetzt auch noch wirtschaftlich ruinieren. Der Spinne in Menschengestalt scheint jede ihrer Gemeinheiten zu glücken: Ernst kommt auf den Hund, steigt sozial ab und beginnt hemmungslos zu trinken. Als er dann auch noch den Tod Martas beweinen muss, erkennt er, dass er den Tiefpunkt seines Daseins erreicht hat. Und nur eine hat daran schuld! In einer Mischung aus unendlicher Trauer, Vollsuff und geistiger Verwirrung greift er sich die Übeltäterin, legt seine Hände um ihren Hals und bereitet der schäbigen Existenz der „Spinne“ ein Ende.

## Produktionsnotizen
Die Spinne passierte im August 1913 die Filmzensur und wurde am 6. September 1913 uraufgeführt. Der Dreiakter maß etwa 1100 Meter.

## Kritik
„‚Die Spinne‘ ist ein Weib, das kein Hindernis kennt einen Mann zu umgarnen. Rücksichtslos unterliegt es der Gewalt und Wildheit seines Blutes und seiner sinnlichen Exaltationen. (…) Traute Carlsen … spielt diese Figur in der ihr eigentümlichen, katzenartigen Geschwindigkeit und instinktiven Vorführungskunst. Auch die anderen Mitwirkenden sind wie es bei Duskes immer der Fall ist, mit vorzüglichem Auge auf den rechten Platz gestellt. Der Film interessiert sehr.“